# Sungi Arue
Sungi Arue – kiribatyjski polityk. 
Reprezentant okręgu Abemama. W latach 1983–1987 członek kiribatyjskiego parlamentu.